# Џејмс Вилкинсон
Џејмс Харди Вилкинсон (енгл. James Hardy Wilkinson; Строд, 27. септембар 1919 — Тедингтон, 5. октобар 1986) је био енглески научник који се бавио нумеричком анализом, облашћу која се налази на граници између примењене математике и рачунарства, а посебно је примењива на физику и инжењеринг.

## Биографија
Вилкинсон је похађао Тринити колеџ у Кембриџу, где је и матурирао као најбољи у генерацији.
Почетком четрдесетих година двадесетог века, у време Другог светског рата, Вилкинсон је почео да се бави термодинамиком експлозија, балистиком и суперсоничним кретањима. Када је схватио да му аналитички приступ решавању реалних проблема неће донети употребљиве резултате, почео је да користи приближне нумеричке методе. На тај начин је долазио до решења парцијалних диференцијалних једначина, а за сама израчунавања је користио механичку машину за рачунање којом је управљао помоћу ручице за окретање.
Средином 1946. године почео је да ради у Националној физичкој лабораторији, као помоћник Алана Тјуринга на пројекту за стварање АЦЕ (Automatic Computing Engine) рачунара, да би га две године касније, када је Тјуринг напустио пројекат, заменио као вођа.
Каснија истраживања су Вилкинсона одвела на поље нумеричке анализе у коме је открио многе значајне алгоритме.
Добио је Тјурингову награду 1970. године за „истраживања у области нумеричке анализе која су олакшала употребу дигиталних рачунара великих брзина, чиме му је указано посебно признање за достигнућа у израчунавањима која је направио у области линеарне алгебре и анализе грешака уназад“.